# Hyles celeno
Hyles celeno är en fjärilsart som beskrevs av Jean Baptiste Boisduval 1875. Hyles celeno ingår i släktet Hyles och familjen svärmare. Inga underarter finns listade i Catalogue of Life.